# 鄭明析
鄭 明錫（チョン・ミョンソク、Jung Myung Seok、1945年3月16日 - ）は、韓国の宗教団体「キリスト教福音宣教会」（摂理）の創立者。1999年に起きた元信者女性の拉致・監禁事件について、鄭による女性信者への性的暴行が告発された。海外にいた鄭は2007年に北京で拘束され、2009年に女性信者への強姦及び準強姦罪で懲役10年の実刑判決を受けた。

## 経歴

### 生い立ち
日本統治時代の朝鮮の全羅北道錦山郡珍山面で、七人兄弟の三男として生まれる。第二次世界大戦から朝鮮戦争という動乱期に生まれ、飢えと貧困に苦しむ中で人生の意味と神とを模索し始める。
青年期ベトナム戦争に2度派兵され、命が尊いものであることを「骨身にしみるほど」悟り、帰還後無事であったことを感謝して、故郷のキリスト教会建て直し資金に軍務で得た給金を差し出した。
昼は両親の農作業を手伝い、夜は山や洞窟で明け方まで聖書を読み祈るという生活を続けた。

### 宣教活動
1978年6月にソウルで宣教を始め、1981年3月に現在の「キリスト教福音宣教会」の前身である「MS宣教会」を立ち上げる。1999年に現在の「キリスト教福音宣教会」(CGM)を発足する。1999年から海外宣教を始める。(日本、ドイツ、フランス、イギリス、台湾など)　1989年7月から会員と共に自身の故郷を月明洞（ウォルミョンドン）として開発し、岩や木、水など自然によって作り上げた聖殿「自然聖殿」を建築する。

### 裁判と判決
2001年6月、韓国での女性信者に対する強姦容疑などで国際手配され、2007年5月11日に中国で捜査当局により婦女暴行の容疑で逮捕され、犯罪人引渡し条約により韓国に送還される。2008年1月11日、韓国大法院（最高裁判所）において慰謝料約700万円の支払いが確定した。 2009年4月23日、韓国大法院が鄭明錫の上告を棄却し、懲役10年の判決が確定。

## 作品
鄭明錫は、創作活動に熱心で、多くの詩と絵画などの作品を残している。詩は月刊＜文芸思潮＞を通して登載されるなどしており、2011年には韓国詩文学100年史を網羅した＜韓国詩大辞典＞に詩10編が記載されている。詩集は数冊発行されている。絵画は構想美術館に数多く展示されている。
また鄭明錫の著した絵画『運命』が、2011年、アルゼンチン・アートフェアにおいて代表作品として選考された。
2013年に発刊した詩集「詩の女」と「詩で語る」は教保文庫の詩部門において1位と2位になっている。また数万におよぶ箴言を残しており、出版されているものもあるほか、詩集や陶芸品等、ジャンルは多岐に及ぶ。

## 年譜
- 1945年
  - 3月16日 第二次世界大戦末期で、まだ日本の統治下にあった朝鮮の忠清南道（チュンチョンナムド）の 錦山郡（クムサングン） 珍山面（チンサンミョン） 月明洞（ウォルミョンドン）で、6男1女の三男として生まれる。
- 1966年
  - 軍隊に入り、ベトナム戦争に2度従軍する。
- 1969年
  - 9月 軍役を終え、故郷で過す。
- 1978年
  - 6月 ソウルに上京し、宣教を始める。
- 1980年　韓国の五一六広場　復活祭に出席。
- 1981年
  - 3月 「MS宣教教」設立[9]。
- 1983年
  - キリスト教の「メソジスト派」の牧師となる。
- 1985年
  - 「ウェスレー神学院」を開設。
- 1989年
  - 月明洞自然聖殿の開発を始める。
- 1995年
  - 月刊＜文芸思潮＞に詩が登載される。
  - 詩人として初の著書「霊感の詩」4冊を発表
- 1999年
  - 「キリスト教福音宣教会」発足[9]
- 2001年　
  - CGM奉仕団を設立
  - 国際代替医療大学医療研究センター（The Open International University for Complementary Medicines：OIUCMED）から博士号を授与
- 2002年
  - 8月、教団はソウル放送に対して、放送禁止を求める仮処分を申請し、損害賠償訴訟を起こした。結果、1）メディアは告発人などから提供される片方だけの情報を使用してはならない。2）メディアは放送の48時間前にはその組織に通知しなければならない。3）メディアは放送時間の5％は、反論を述べるために教会側に確保しなければならない。4）仮にこれらの命令が侵害されたなら、メディアはそれぞれの侵害行為に対して3000万ウォンを支払わなければならない。との判決が出された。[要出典]
  - 日韓共同開催　FIFAワールドカップ　決勝戦に出席
- 2007年
  - 5月 中国・北京市内で公安当局に身柄を拘束される。韓国の捜査当局は中国政府に身柄の引き渡しを要求。
- 2008年
  - 1月 中国国務院が鄭明錫の身柄の引き渡しを正式決定。
  - 1月11日 韓国大法院（最高裁判所）において強姦被害者に対する慰謝料約700万円の支払いが確定。
  - 2月 韓国に送還され、ソウル拘置所に収容される。マレーシア、中国、香港の女性信者5名に対する強姦致傷の罪で韓国検察により起訴される。
- 2009年
  - 4月 韓国大法院が鄭明錫の上告を棄却し、懲役10年の高等法院判決を確定。
- 2011年
  - 3月 韓国100年史詩人に公式登載される[17]
  - 「韓国詩大辞典」（2011） に10編の詩が登載された
- 2013年　各書店にて詩集ベストセラー

- 2018年
  - 2月18日　大田（テジョン）刑務所を満期出所。
- 2020年
  - 韓国の雑誌「Korea Post(コリアポスト)※」に、彼がこれまで歩んできた人生と月明洞に関する英文記事が11ページ掲載される[18]